# Toby MacFarlaine
Toby MacFarlaine é um músico de Londres, Inglaterra. Ele é o "frontman" e baixista da banda Reunion Square com o ex-guitarrista do Blur, Graham Coxon. Em 24 de dezembro de 2006, Toby MacFarlaine entra na banda inglesa The Darkness para ser baixista.